# (3143) Genecampbell
(3143) Genecampbell (1980 UA) ist ein ungefähr neun Kilometer großer Asteroid des äußeren Hauptgürtels, der am 31. Oktober 1980 am Oak-Ridge-Observatorium (damals als Agassiz Station Teil des Harvard-College-Observatorium) (IAU-Code 801) entdeckt wurde. Er gehört zur Koronis-Familie, einer Gruppe von Asteroiden, die nach (158) Koronis benannt ist.

## Benennung
(3143) Genecampbell wurde nach I. Gene Campbell benannt, der Systemprogrammierer in der zentralen Computereinrichtung des Harvard-Smithsonian Center for Astrophysics war.